# شریل سالزبری
شریل سالزبری (انگلیسی: Cheryl Salisbury؛ زادهٔ ۸ مارس ۱۹۷۴) بازیکن فوتبال اهل استرالیا است.
از باشگاه‌هایی که در آن بازی کرده‌است می‌توان به نیویورک پاور اشاره کرد.
وی همچنین در تیم ملی فوتبال زنان استرالیا بازی کرده‌است.